# Polowanie na delfiny z nagonką
Polowanie na delfiny z nagonką – metoda polowania na delfiny (czasem również na inne małe walenie) polegająca na zgarnianiu zwierząt łodziami z otwartego morza do przybrzeżnej zatoki, a następnie odcięciu drogi powrotnej sieciami rybackimi.
Delfiny zabijane są głównie dla mięsa, niektóre zaś z nich sprzedawane są do delfinariów.

## Przebieg polowania
Polowanie tą metodą polega na użyciu szeregu łodzi spychających je z otwartego morza do przybrzeżnej zatoki, a następnie odcięcie im drogi powrotnej przy pomocy sieci rybackich rozciągniętych u ujścia zatoki. Rybacy w łodziach powodują hałas stukając młotkami w metalowe rury zanurzone w wodzie, co wypłasza bardzo wrażliwe na dźwięki delfiny w stronę zatoki.

## Miejsca polowania
Polowania na delfiny przeprowadzane są na największą skalę w Japonii i Peru (ponad 20 tys. delfinów rocznie). Odbywane są one również: na Wyspach Salomona oraz Wyspach Owczych.

## Krytyka
Przeciwnicy polowania na delfiny krytykują te działania twierdząc, że łamią one prawa zwierząt, powodują zmniejszenie populacji delfinów oraz wykonywane są jedynie dla zysku. Zwolennicy argumentują jednak, że nie jest to nielegalne (np. w Japonii), oraz stanowi element lokalnej tradycji.
Protesty i demonstracje przeciwników polowania odbywające się corocznie w japońskiej miejscowości Taiji. W 2003 dwóch aktywistów zostało aresztowanych po przecięciu sieci i uwolnieniu części delfinów. Zostali zwolnieni po 23 dniach.